# Chryzopol

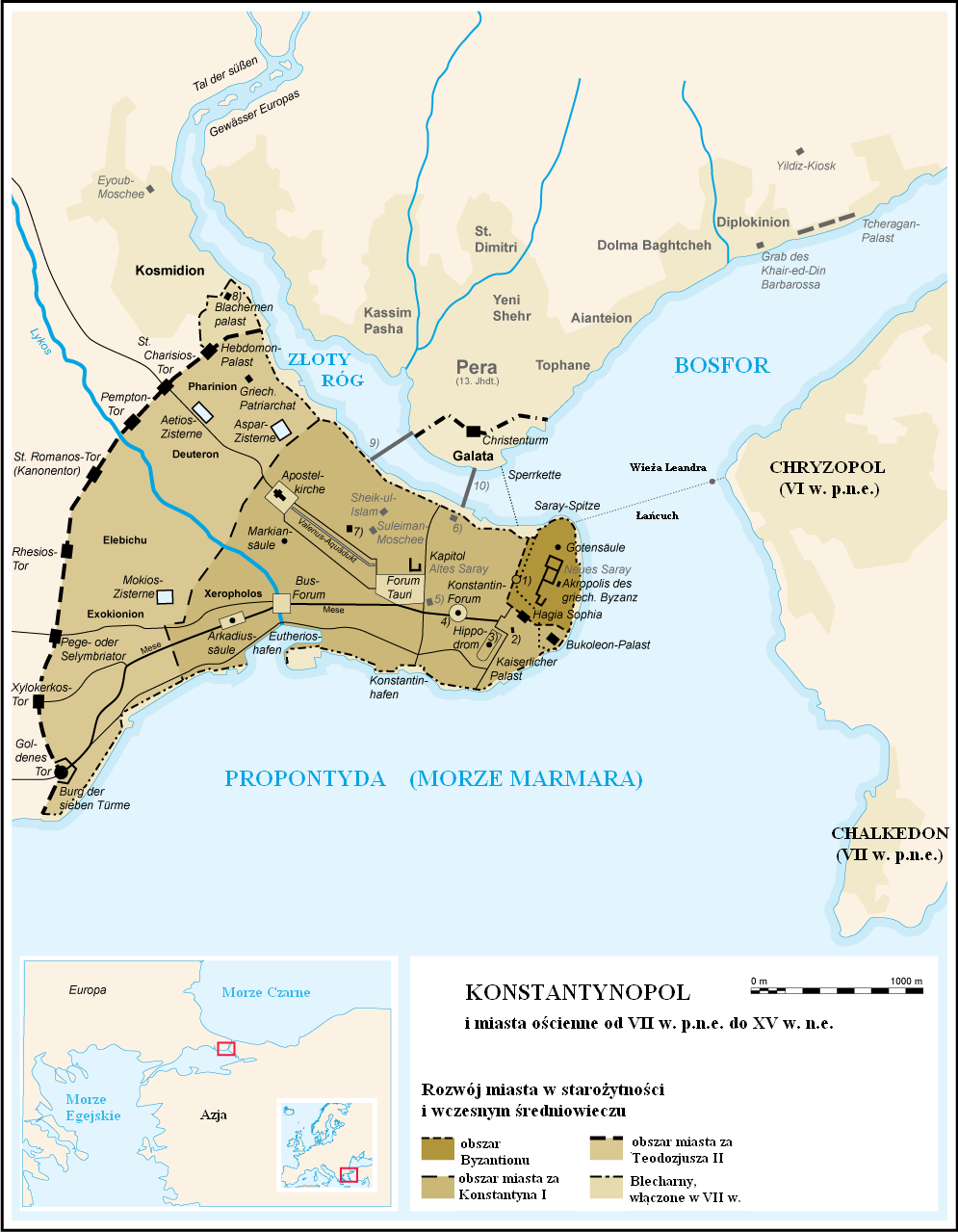
Konstantynopol i okoliczne miejscowości – w tym Chryzopol położony naprzeciw stolicy

Chryzopol (gre.: Χρυσόπολις – Złote miasto, łac.: Chrysopolis), w średniowieczu określane również jako Skutari (gre.: Εκουτάριον, tur.: Üsküdar) – starożytne miasto położone w Bitynii nad cieśniną Bosfor dokładnie naprzeciw Byzantionu (późniejszego Konstantynopola). Współcześnie zarówno Konstantynopol, jak i Chryzopol oraz pobliski Chalkedon stanowią dzielnice tureckiego miasta Stambuł.

## Historia miasta
Miasto zostało założone w VII wieku p.n.e. przez greckich kolonistów z pobliskiego Chalkedonu w okresie wielkiej kolonizacji. Położone było w dolinie spadającej ku cieśninie Bosfor, stanowiąc punkt wyjścia dróg lądowych wiodących w głąb Azji Mniejszej.
W okresie hellenistycznym miasto należało do Królestwa Bitynii, aby w roku 74 p.n.e. przejść wraz z całym tym państwem we władanie republikańskiego Rzymu. Stało się tak na mocy testamentu ostatniego króla Bitynii – Nikomedesa IV.
Od tego momentu Chryzopol dzielił losy reszty państwa rzymskiego, znajdując się po podziale w jego wschodniej części, określanej potem mianem Cesarstwa Bizantyjskiego.
W okresie bizantyjskim miasto stanowiło ważny punkt obserwacyjny i obronny stolicy, z którą połączone było telegrafem optycznym. 
W roku 323 flota Konstantyna Wielkiego pod dowództwem jego syna Kryspusa pokonała tu liczniejszą flotę Licyniusza. 18 września 324 roku rozegrała się pod murami Chryzopola krwawa bitwa lądowa pomiędzy tymi samymi przeciwnikami. Zwyciężył w niej Konstantyn i dzięki temu objął on władzę nad całym cesarstwem.
Kolejna istotna bitwa rozegrała się tu w 988 roku. Cesarz Bazyli II Bułgarobójca rozgromił w niej uzurpatora Bardasa Fokasa (bitwa pod Chryzopolem).
Strategiczne znaczenie miasta potwierdza fakt, iż na przestrzeni wieków stacjonowali tu liczni wrogowie cesarstwa, sposobiąc się do ataku na stolicę – Konstantynopol. W VII wieku postąpili tak Persowie i Arabowie, natomiast w 1203 uczestnicy niesławnej IV krucjaty. Do ataku na stolicę przygotowywali się tutaj również liczni uzurpatorzy.
Miasto stanowiło istotny element systemu obrony Konstantynopola od strony morza. Między innymi na wyspie, koło przylądka Damalis, znajdowała się twierdza Arkla, obecnie znana jako Wieża Leandra, z której w XII wieku cesarz Manuel I Komnen przeprowadził, pomiędzy Chryzopolem a Konstantynopolem, łańcuch zamykający żeglugę przez cieśninę Bosfor.
Aż do zajęcia Chalkedonu, na początku XIV wieku, Chryzopol ustępował mu znaczeniem. Sam Chryzopol został zdobyty przez Turków osmańskich w połowie XIV wieku.

## Ważne budynki
- W Chryzopolu znajdował się pałac, gdzie chętnie przebywali cesarze bizantyjscy. Nosił on nazwę Skutarion, od której wywodzi się popularna w średniowieczu nazwa miasta – Skutari oraz jej turecki odpowiednik – Üsküdar.
- Znajdowało się tu kilka istotnych klasztorów, z których najważniejszym był klasztor Filipika (związani z nim byli: Maksym Wyznawca oraz patriarcha ekumeniczny Pyrrus I).